# 克利梅茨
48°50′19″N 23°10′41″E / 48.83861°N 23.17806°E

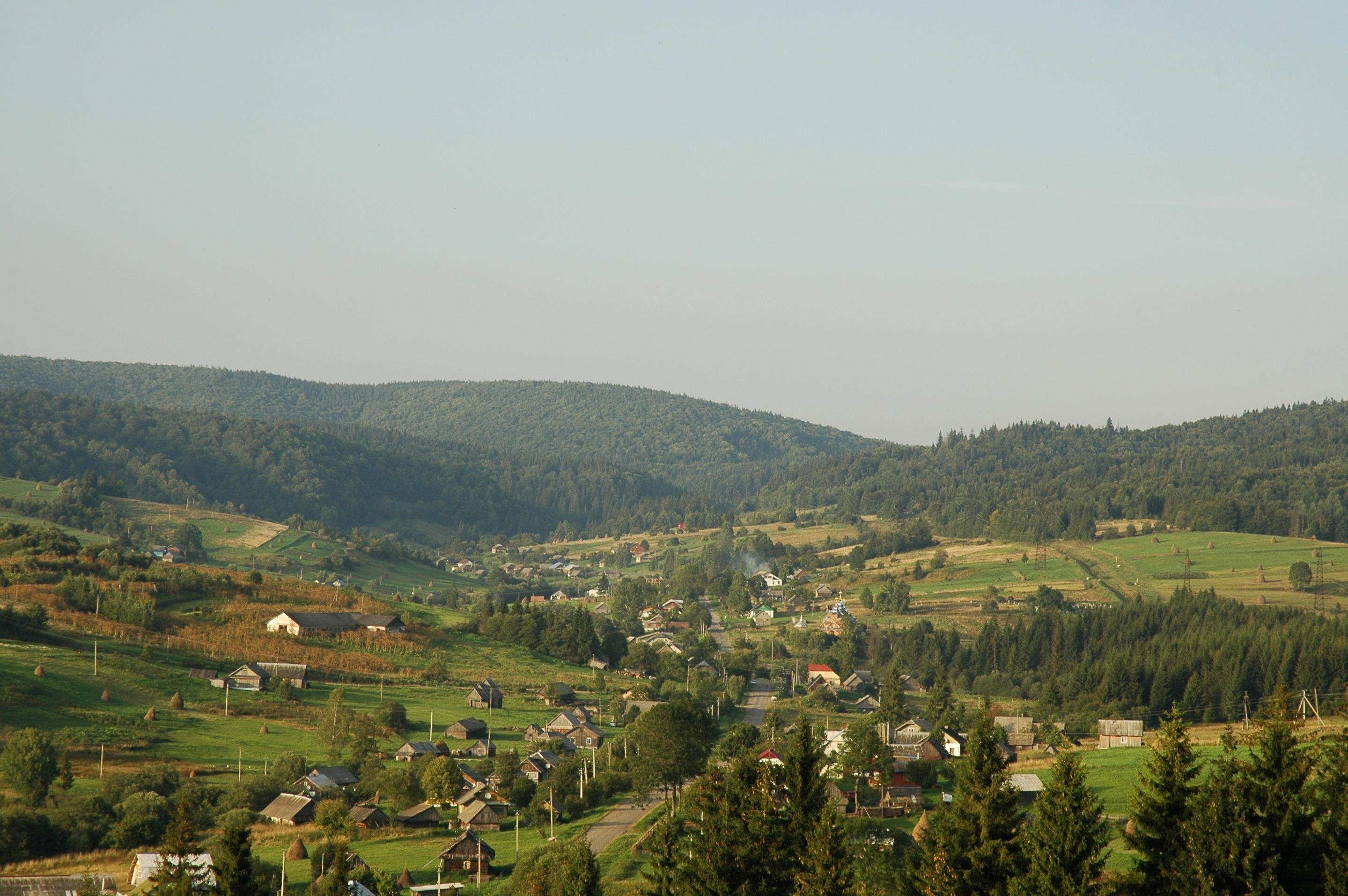

克利梅茨（烏克蘭語：Климець），是烏克蘭的村落，位於該國西部利沃夫州，由斯特雷區科焦瓦市鎮負責管轄，始建於1565年，面積1.28平方公里，海拔高度768米，2001年人口342，人口密度每平方公里267.19人。